# Осдаг
Осдаг (нем. Osdag; умер в 989) — епископ Хильдесхайма (985—989)

## Биография
Во время пребывания Осдага в должности возник спор (Großen Gandersheimer Streit) о принадлежности монастыря Гандерсхайм: на него претендовали епархия Хильдесхайма и Майнцское архиепископство. Конфликт нашёл в 989 году продолжение при пострижении в монахини принцессы Софии, сестры Оттона III, пожелавшей принять сан не только от епископа Осдага, но также и от архиепископа Виллигиса. Защищая своё право как епископа совершить постриг, Осдаг участвовал в споре у алтаря в присутствии императрицы Феофано и юного Оттона III. В результате обряд над Софией был совершён и Осдагом, и Виллигисом, в то время как обыкновенно пострижение осуществлял только Осдаг.
Участие Осдага в имперской политике было незначительным.